# Benjamin Hammet
Sir Benjamin Hammet (c. 1736 - 22 de julho de 1800) foi um empresário inglês, banqueiro e político, que serviu como membro do Parlamento por Taunton (1782-1800) e como alto xerife de Londres.
Relatos contemporâneos afirmam que ele era um lacaio, filho de um barbeiro de Taunton, que cortejou e casou-se com Louisa Esdaile, a cunhada do seu mestre John 'Vulture' Hopkins. Louisa era filha de Sir James Esdaile, um rico banqueiro; e o sucesso de Hammet como banqueiro e empreiteiro foi atribuído à influência e ao financiamento fornecido pelo seu sogro, que por ocasião do casamento pagou 5.000 libras pela noiva.
Hammet foi eleito Lord Mayor de Londres (um título que o seu sogro tinha anteriormente) em 1797, mas pagou uma multa de £ 1,000 em vez de servir (alegando problemas de saúde). Ele morreu em 22 de julho de 1800 no Castelo Maelgwyn, a sua propriedade no País de Gales. Após a sua morte, seu filho John Hammet sucedeu-o como MP, e ocupou esse cargo até à sua própria morte em 1811.